# ダヴィド・シモン
ダヴィド・マルティンス・シモン（David Martins Simão, 1990年5月15日 - ）は、フランス・ヴェルサイユ出身のサッカー選手。FCアロウカ所属。ポジションはMF（セントラルミッドフィールダー）。

## 経歴
2000年からSLベンフィカのユースチームに所属した。2009年にCDファティマにレンタル移籍。CDサンタ・クララ戦でプロデビューを果たし、ジル・ヴィセンテFC戦で初ゴールを記録した。2010年6月17日、FCパソス・デ・フェレイラにレンタル移籍し、8月14日、スポルティングCP戦でデビューを果たした。
2020-21シーズン限りでAEKアテネFCを退団。半年間フリーとなったが、2022年1月10日にFCアロウカへ復帰することが発表された。

## タイトル
アカデミカ
- タッサ・デ・ポルトガル : 2011-12

ハポエル・ベエルシェヴァ
- グヴィア・ハメディナ : 2019-20